# Замлелый, Александр Терентьевич
Александр Терентьевич Замлелый (укр. Олександр Терентійович Замлєлий; 14 ноября 1934 — 20 октября 1988) — украинский советский деятель сельского хозяйства, тракторист-кукурузовод. Бригадир тракторно-полевой бригады совхоза «Красная Волна» Великобурлукского района. Герой Социалистического Труда.

## Биография
Александр Замлелый родился 14 ноября 1934 года в селе Макаровка Золочевского района Харьковской области в украинской крестьянской семье. Рано потерял родителей, после смерти матери — Татьяны Григорьевны — воспитывался в Золочевском детском доме. Позже учился в Дергачевском сельскохозяйственном ремесленном училище, по окончании которого, в семнадцать лет, стал работать прицепщиком в совхозе «Мечниково» Двуречанского района. Зимой того же года поступил на курсы трактористов, по окончании которых стал работать на ДТ-54. В 1957 году женился и переехал жить к жене в Великобурлукский район, где стал работать в местном совхозе «Красная Волна». Впоследствии он возглавлял тракторно-полевую бригаду совхоза. В 1963 году был избран делегатом XIII съезда профсоюзов СССР, в том же году стал членом КПСС. При вступлении в партию он получил поручение от райкома ознакомиться с опытом выращивания кукурузы у новатора Александра Гиталова и распространить его в своём колхозе. Через два года бригада Александра Замлелого собрала более 50 центнеров зерна кукурузы с гектара. В том же году написал брошюру «Комплексная механизация выращивания кукурузы». За «достижение высоких показателей в выращивании этой культуры», Президиум Верховного Совета СССР указом от 23 июня 1966 года присвоил Александру Замлелому звание Героя Социалистического Труда с вручением ордена Ленина и медали «Серп и Молот». 
Отмечалось, что Александру Замлелому удавалось собирать 60-70 центнеров зерна кукурузы с гектара благодаря продуманной системе агромероприятий. К нему, в деревню Шиповатое, приезжали рабочие со всей Харьковщины и из других областей, чтобы получить ценные советы и научиться получать высокие урожаи. По состоянию на 1967 год, более тридцати его последователей были награждены орденами и медалями. Самого Александра Замлелого наградили вторым орденом Ленина «за показатели достигнутые в восьмой пятилетке».
В 1970-х годах учился на заочном отделении Липковатовского сельскохозяйственного техникума, где изучал теорию агротехнологии.
Труд в сельском хозяйстве совмещал с партийной и общественной работой. Избирался делегатом XXV и XXVI съездов КПУ и депутатом Шиповатского сельского совета, входил в состав бюро Великобурлукского райкома партии. В 1984 году получил звание «Почетного рабочего ХТЗ», а через четыре года получил награду «Золотой колос» на Выставке достижений народного хозяйства.
Умер Александр Замлелый 20 октября 1988 года. Его именем было названо поле 3-го отдела совхоза «Красная Волна».

## Награды
- Герой Социалистического Труда (23.06.1966)[4]
- орден Ленина (23.06.1966, дата второго награждения неизвестна)[4]
- орден Октябрьской революции[4][9]
- медаль «Серп и Молот» (23.06.1966)[4]